# Jackie Cooper
John Cooper Jr. (Los Angeles, 15 settembre 1922 – Beverly Hills, 3 maggio 2011) è stato un attore, regista e produttore televisivo statunitense che, a un'importante esperienza di attore bambino negli anni trenta, fece seguire da adulto un'intensa carriera di regista e attore caratterista.

## Biografia

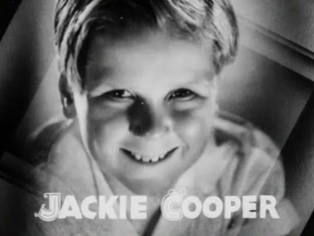
Jackie Cooper da bambino

Era figlio di John Cooper, musicista ebreo che lasciò la famiglia quando lui aveva solo due anni. La madre Mabel Leonard  era una pianista, proveniente da una famiglia italoamericana che aveva cambiato il cognome originario Polito. Sposò in seconde nozze il production manager Charles J. Bigelow.
Jackie Cooper fu uno dei più famosi attori bambini del cinema hollywoodiano, dapprima lanciato nel ruolo di Jackie nei cortometraggi cinematografici (successivamente diventati anche serie televisiva) di grande successo Simpatiche canaglie.
Nel 1931 fu candidato agli Academy Awards come miglior attore per la pellicola Skippy. All'epoca Cooper aveva appena nove anni e fu l'attore più giovane ad aver mai ottenuto una candidatura agli Oscar. Seguì una lunga serie di interpretazioni cinematografiche di grande successo, in ruoli questa volta drammatici, le più famose delle quali restano quelle al fianco di Wallace Beery in Il campione (1931), L'isola del tesoro (1934), Il circo (1935). Malgrado il rapporto tra i due attori non fosse particolarmente cordiale e amichevole, Wallace Beery e Jackie Cooper formarono sullo schermo una delle coppie cinematografiche più riuscite e amate dal pubblico e dalla critica.
Da giovane attore, a Cooper vennero offerte opportunità di lavoro di secondaria importanza: dal 1949 recitò prevalentemente a teatro e alla televisione, apparendo sempre più raramente in produzioni cinematografiche. Negli anni cinquanta cominciò la sua carriera dietro la macchina da presa, che lo portò a dirigere anche una stazione radiotelevisiva negli Stati Uniti; come regista televisivo Cooper vinse anche un Emmy Award per la serie Time Out (1980).
Nel 1973 fu guest star in un episodio della terza serie di telefilm con il tenente Colombo. Il ruolo che lo rese nuovamente famoso al grande pubblico fu quello di Perry White nelle prime quattro pellicole di Superman, dal 1978 al 1987. Partecipò come guest star anche a due episodi della terza stagione del telefilm La signora in giallo (1986).

## Riconoscimenti
- Young Hollywood Hall of Fame (1930's)
- Primetime Emmy Awards
  - 1979 - Migliore regia di una serie drammatica - Time Out (The White Shadow), episodio Pilot

## Autobiografia
- Jackie Cooper (with Dick Kleiner), Please, Don't Shoot My Dog (Harper Collins, 1981)

## Filmografia parziale

### Cinema
- Simpatiche canaglie (Our Gang) (1929-1931) -- serial cinematografico
- Skippy, regia di Norman Taurog (1931)
- Il mio ragazzo (Young Donovan's Kid), regia di Fred Niblo (1931)
- Il campione (The Champ), regia di King Vidor (1931)
- The Christmas Party, regia di Charles Reisner – cortometraggio (1931)
- Sooky, regia di Norman Taurog (1931)
- When a Fellow Needs a Friend, regia di Harry A. Pollard (1932)
- Divorce in the Family, regia di Charles Reisner (1932)
- Broadway to Hollywood, regia di Willard Mack e Jules White (1933)
- Spavalderia (The Bowery), regia di Raoul Walsh (1933)
- Lone Cowboy, regia di Paul Sloane (1933)
- L'isola del tesoro (Treasure Island), regia di Victor Fleming (1934)
- Piccoli uomini (Peck's Bad Boy), regia di Edward F. Cline (1934)
- Dinky, regia di Howard Bretherton e D. Ross Lederman (1935)
- Il circo (O'Shaughnessy's Boy), regia di Richard Boleslawski (1935)
- Tre strani amici (Tough Guy), regia di Chester M. Franklin (1936)
- Simpatica canaglia (The Devil Is a Sissy), regia di W. S. Van Dyke (1936)
- Boy of the Streets, regia di Edward F. Cline (1937)
- Bandiere bianche (White Banners), regia di Edmund Goulding (1933)
- Quella certa età (That Certain Age), regia di Edward Ludwig (1938)
- Il figlio del gangster (Gangster's Boy), regia di William Nigh (1938)
- I ragazzi della strada (Newsboys' Home), regia di Harold Young e, non accreditato, Arthur Lubin (1938)
- Scouts to the Rescue, regia di Alan James e Ray Taylor (1939)
- Prime armi (The Spirit of Culver), regia di Joseph Santley (1939)
- Gli eroi della strada (Streets of New York), regia di William Nigh (1939)
- Two Bright Boys, regia di Joseph Santley (1939)
- What a Life, regia di Theodore Reed (1939)
- The Big Guy, regia di Arthur Lubin (1939)
- Seventeen, regia di Louis King (1940)
- Il vendicatore di Jess il bandito (The Return of Frank James), regia di Fritz Lang (1940)
- Life with Henry, regia di Theodore Reed (1940)
- Gallant Sons, regia di George B. Seitz (1940)
- Le fanciulle delle follie (Ziegfeld Girl), regia di Robert Z. Leonard e Busby Berkeley (1941)
- Her First Beau, regia di Theodore Reed (1941)
- Glamour Boy, regia di Ralph Murphy e Ted Tetzlaff (1941)
- Stella nel cielo (Syncopation), regia di William Dieterle (1942)
- Men of Texas, regia di Ray Enright (1942)
- La marina è vittoriosa (The Navy Comes Through), regia di A. Edward Sutherland (1942)
- I figli ribelli (Where Are Your Children?), regia di William Nigh (1943)
- Stork Bites Man, regia di Cy Endfield (1947)
- Kilroy Was Here, regia di Phil Karlson (1947)
- French Leave, regia di Frank McDonald (1948)
- Everything's Ducky, regia di Don Taylor (1961)
- The Love Machine, regia di Jack Haley Jr. (1971)
- Chosen Survivors, regia di Sutton Roley (1974)
- La rotta del terrore (Journey Into Fear), regia di Daniel Mann (1975)
- Superman (Superman - The Movie), regia di Richard Donner (1978)
- Superman II (Superman II), regia di Richard Lester (1980)
- Superman III (Superman III), regia di Richard Lester (1983)
- Superman IV (Superman IV: The Quest for Peace), regia di Sidney J. Furie (1987)
- Mi arrendo... e i soldi? (Surrender), regia di Jerry Belson (1987)

### Televisione
- The Chevrolet Tele-Theatre – serie TV, un episodio (1949)
- Robert Montgomery Presents – serie TV, 7 episodi (1952-1956)
- The People's Choice – serie TV, 104 episodi (1955-1958)
- General Electric Theater – serie TV, episodio 3x16 (1955)
- Telephone Time – serie TV, episodio 3x17 (1957)
- Pursuit – serie TV, episodio 1x02 (1958)
- Goodyear Theatre – serie TV, episodio 2x06 (1958)
- Hennesey – serie TV, 94 episodi (1959-1962)
- The Dick Powell Show – serie TV, episodi 2x01-2x23-2x28 (1962-1963)
- La grande avventura (The Great Adventure) – serie TV, episodio 1x01 (1963)
- Ai confini della realtà (The Twilight Zone) – serie TV, episodio 5x28 (1964)
- Colombo (Columbo) – serie TV, episodio 3x03 (1973)
- Kojak – serie TV, episodio 1x12 (1974)
- Doctor Dan, regia di Jackie Cooper (1974) – film TV
- The Day the Earth Moved, regia di Robert Michael Lewis (1974) – film TV
- Mobile One – serie TV, 13 episodi (1975-1976)
- Mobile Two, regia di David Moessinger (1975) – film TV
- Sulle strade della California (Police Story) – serie TV,4 episodi (1974-1977)
- A cuore aperto (St. Elsewhere) – serie TV, un episodio (1986)
- La signora in giallo (Murder, She Wrote) – serie TV, episodi 3x01-3x02 (1986)
- Capital News – serie TV, 2 episodi (1990)

## Teatro
- Magnolia Alley (Mansfield Theatre, Broadway, 1949) - 8 rappresentazioni
- Remains to Be Seen (Morosco Theatre, Broadway, 1952-52) - 199 rappresentazioni
- King of Hearts (Lyceum Theatre, Broadway, 1954; National Theatre, Broadway, 1954) - 279 rappresentazioni

## Regista
- The People's Choice – serie TV, 18 episodi (1956-58)
- The Donna Reed Show – serie TV, 1 episodio (1961)
- Hennesey – serie TV, 6 episodi (1961-62)
- Ensign O'Toole – serie TV, 1 episodio (1962)
- Keep the Faith – film TV (1972)
- Stand Up and Be Counted, film (1972)
- M*A*S*H – serie TV, 13 episodi (1973-74)
- Doctor Dan – film TV (1974)
- Mary Tyler Moore – serie TV, 1 episodio (1974)
- The Bob Crane Show – serie TV, 1 episodio (1975)
- Agenzia Rockford (The Rockford Files) – serie TV, 5 episodi (1975-76)
- Holmes and Yo-Yo – serie TV, 1 episodio (1976)
- Black Sheep Squadron – serie TV, 5 episodi (1976-77)
- McMillan e signora (McMillan & Wife) – serie TV, 2 episodi (1976-77)
- The Feather and Father Gang – serie TV, 5 episodi (1977)
- Quincy M.E. – serie TV, 5 episodi (1977)
- Having Babies III – film TV (1978)
- Perfect Gentlemen – film TV (1978)
- Rainbow – film TV (1978)
- Time Out (The White Shadow) – serie TV, 5 episodi (1978-79)
- Sex and the Single Parent – film TV (1979)
- Trapper John (Trapper John, M.D.) – serie TV, 1 episodio (1979)
- Paris – serie TV, 1 episodio (1979)
- Marathon – film TV (1980)
- Mamma bianca (White Mama) – film TV (1980)
- Rodeo Girl – film TV (1980)
- Leave 'em Laughing – film TV (1981)
- Family in Blue – film TV (1982)
- Moonlight – film TV (1982)
- Rosie: The Rosemary Clooney Story – film TV (1982)
- Glitter – serie TV, 1 episodio (1984)
- The Night They Saved Christmas – film TV (1984)
- Izzy & Moe – film TV (1985)
- Disneyland (Walt Disney's Wonderful World of Color) – serie TV, 1 episodio (1986)
- The Ladies – film TV (1987)
- Troppo forte! (Sledge Hammer!) – serie TV, 4 episodi (1986-87)
- Magnum, P.I. – serie TV, 2 episodi (1987)
- New York New York (Cagney & Lacey) – serie TV, 4 episodi (1987-88)
- Supercarrier – serie TV, 1 episodio (1988)
- Superboy – serie TV, 3 episodi (1988-89)
- Simon & Simon – serie TV, 2 episodi (1988-89)
- Due come noi (Jake and the Fatman) – serie TV, 2 episodi (1989)

## Doppiatori italiani
Nelle versioni in italiano delle opere in cui ha recitato, Jackie Cooper è stato doppiato da:
- Luciano De Ambrosis in Superman, Superman II, Superman III
- Rina Morelli ne Il campione (doppiaggio 1933)[2], Spavalderia
- Arturo Brunetti ne Il campione (doppiaggio 1932)[3]
- Claudia Cartini in Piccoli uomini
- Mauro Zambuto in Quella certa età
- Gianfranco Bellini ne Il vendicatore di Jess il bandito
- Roberto Gicca in Stella in cielo
- Dante Biagioni ne La signora in giallo
- Renato Mori in Superman IV
- Anna Leonardi in Simpatiche canaglie (doppiaggio tardivo)
- Giorgio Borghetti ne L'isola del tesoro (ridoppiaggio)
- Gigi Angelillo in Superman (ridoppiaggio)